# إيست جيلسباي (إلينوي)
إيست جيلسباي (بالإنجليزية: East Gillespie)‏ هي منطقة سكنية تقع في الولايات المتحدة في إلينوي. يقدر عدد سكانها بـ 270 نسمة .

## الموقع الجغرافي
الموقع الجغرافي للمناطق المحيطة بهذه النقطة هو كالتالي: